# Jean-Marie Le Chevallier
Jean-Marie Le Chevallier (Sceaux, 22 novembre 1936 – La Chapelle-Hermier, 30 ottobre 2020) è stato un politico francese, europarlamentare e dal 1995 al 2001 sindaco di Tolone.

## Biografia
Dopo la militanza nella Federazione Nazionale dei Repubblicani e degli Indipendenti, nel 1984 aderì al Fronte Nazionale di Jean-Marie Le Pen.
Approdò al Parlamento europeo in occasione delle elezioni europee del 1984, venendo confermato alle successive europee del 1989 e del 1994.
Nel 1995 divenne sindaco di Tolone e alle elezioni legislative del 1997 ottenne un seggio all'Assemblea nazionale, presentando la propria candidatura nella prima circoscrizione del dipartimento del Var. Le Chevallier sconfisse al ballottaggio la candidata socialista Odette Casanova, risultando così l'unico deputato del Fronte Nazionale; la sua elezione fu tuttavia invalidata l'anno successivo, quando, in sua vece, venne candidata la figlia, Cendrine Le Chevallier, battuta di stretta misura dalla Casanova.
Nel 1999 terminò il mandato di europarlamentare e nel 2001 anche quello di sindaco, venendo sconfitto al primo turno dal candidato dell'Unione per la Democrazia Francese Hubert Falco. Si ritirò così dalla vita politica, trasferendosi a Marrakech con la moglie e le due figlie. Nel 2007 ritornò in Francia, a Parigi.
Le Chevallier è morto nel 2020 per una crisi cardiaca.

## Vita privata
Si sposò una prima volta con Blanche Chiappe (figlia del prefetto Angelo Chiappe), e poi con Cendrine Chéreil de La Riviere, figlia di un industriale, dalla quale divorziò nel 2011.
Era un cattolico tradizionalista e ogni anno portava fiori alla tomba di Philippe Pétain sull'isola di Yeu. Era zio acquisito di Erik Tegnér, personalità dei Repubblicani.